# کارل ووهرالیک
کارل ووهرالیک (چکی: Karel Vohralík; ۲۲ فوریهٔ ۱۹۴۵ – ۱۷ اکتبر ۱۹۹۸) بازیکن هاکی روی یخ اهل چکسلواکی بود.